# 今宿五郎江・大塚遺跡
今宿五郎江・大塚遺跡（いまじゅくごろうえ・おおつかいせき）は、福岡県福岡市西区にある弥生時代の遺跡。東西200メートル、南北270メートル。4.2ヘクタールの面積を持つ。伊都国の衛星集落の一つと考えられる。

## 遺跡概要[1]

### 種別
- 集落

### 主な遺構
- 土坑4
- 溝4

### 主な遺物
- 弥生土器
- 土製匙
- 磨石
- 石鏃
- 石錘
- 銅鏃
- ガラス小玉
- ガラス管玉

## 出土物
- 貸泉
- 小銅鐸
- 青銅鏡
- 銅鏃
- 楽浪系土器
- 内行花文鏡
- 石庖丁
- 土器棺
- 青銅鍬